# Maasser
 (janvier 2014).
Si vous disposez d'ouvrages ou d'articles de référence ou si vous connaissez des sites web de qualité traitant du thème abordé ici, merci de compléter l'article en donnant les références utiles à sa vérifiabilité et en les liant à la section « Notes et références ».
Maasser-Beiteddine (« les pressoirs de Beiteddine »), connu aussi sous le nom de Ain-el-Maasser (« la source de Maasser »), est un village du Chouf dans le Mont Liban au Liban, entre Deir-el-Qamar et Beiteddine, à 42 km de la capitale Beyrouth. Maasser-Beiteddine ne doit pas être confondu avec un autre village du Chouf, Maasser-el-Chouf, connu pour sa réserve de cèdres.
Le village est situé à 900 mètres d'altitude. Ses habitants sont chrétiens maronites[réf. nécessaire].
Maasser-Beiteddine est connu pour son usine de soie datant du XIXe siècle[réf. nécessaire]. L'église du village dédié à saint Elie a été construite par l'émir Bachir II au début du XIXe siècle pour y prier durant ses sorties de chasse ; démolie en 1983 pendant la guerre de la montagne, elle fut reconstruite après le retour de ses habitants déplacés .